# Domingo García Heredia
Domingo García Heredia (Lima, 4 de octubre de 1904 - 19 de diciembre de 1986) fue un futbolista peruano. Jugó como mediocampista en el club Alianza Lima entre 1923 y 1939, llegando a jugar un total de 81 partidos. Sus padres fueron Jacinto García y Rosario Heredia.
Obtuvo seis campeonatos con Alianza Lima, único club por el que jugó en su carrera —integró el Equipo de Oro de aquel equipo—, y, además, una medalla de bronce con la Selección de Perú en el Sudamericano de 1935.

## Biografía
Hombre de marca férrea, jugaba generalmente como half izquierdo en la famosa línea media que conformaba junto a Julio Quintana y Filomeno García. Vistió la camiseta de Alianza Lima durante 16 años, trabajaba como chofer y vivía en el distrito de Lince. Sus dos hermanos, Julio, el mayor, y Eulogio, el menor, también jugaron en las filas blanquiazules. Junto con sus hermanos y el Loco Quintana, formaron un sólido mediocampo en el equipo íntimo que ganó varios títulos locales (además de conseguir el invicto más prolongado de la historia del torneo peruano) y giras internacionales.
Falleció el 19 de diciembre de 1986 a los 82 años en el distrito de Chosica. Estuvo casado con Doña Justina Tapia Bedoya.

## Palmarés
| Título                                                   | Club         | País | Año  |
| -------------------------------------------------------- | ------------ | ---- | ---- |
| Primera División del Perú                                | Alianza Lima | Perú | 1927 |
| Primera División del Perú                                | Alianza Lima | Perú | 1928 |
| Primera División del Perú                                | Alianza Lima | Perú | 1931 |
| Primera División del Perú                                | Alianza Lima | Perú | 1932 |
| Primera División del Perú                                | Alianza Lima | Perú | 1933 |
| Primera División de la Liga Provincial de Fútbol de Lima | Alianza Lima | Perú | 1939 |